# Helmut Schön
Helmut Schön (ur. 15 września 1915 w Dreźnie, zm. 23 lutego 1996 w Wiesbaden) – niemiecki piłkarz grający na pozycji napastnika, reprezentant III Rzeszy w latach 1937–1941, trener piłkarski.

## Kariera klubowa
Podczas kariery klubowej grał w Dresdner SC, FC St. Pauli oraz Hertha BSC.

## Kariera reprezentacyjna
W latach 1937–1941 rozegrał 16 spotkań w reprezentacji i strzelił 17 bramek.

## Kariera trenerska
Po II wojnie światowej rozpoczął karierę trenerską. W latach 1952–1956 prowadził reprezentację Kraju Saary, także w eliminacjach Mistrzostw Świata 1954, łącząc tę funkcję z trenowaniem klubu 1. FC Saarbrücken. W 1956 roku został asystentem selekcjonera kadry RFN Seppa Herbergera i w tej roli współpracował z nim przez 8 lat. W 1964 roku został samodzielnym trenerem reprezentacji RFN.
Reprezentację prowadził w latach 1964–1978, łącznie w 139 meczach międzypaństwowych. Czterokrotnie wprowadził zespół do finałów mistrzostw świata. W 1966 jego podopieczni zdobyli srebrny medal, w 1970 brązowy, a w 1974 złoty. Pod jego wodzą reprezentacja Niemiec zdobyła także złoty medal Mistrzostw Europy w 1972 i srebrny w 1976. Stworzona przez niego drużyna z 1972, z Seppem Maierem, Franzem Beckenbauerem, Paulem Breitnerem, Günterem Netzerem i Gerdem Müllerem w składzie, jest uważana za najsilniejszą w historii niemieckiego futbolu. Odszedł po nieudanych finałach (odpadnięcie w II rundzie) Mistrzostw Świata 1978.